# Patent cranck
De patent cranck is een vinding van het motorfietsmerk Rudge waardoor de pedalen van een motorfiets na het aanfietsen gelijkgezet konden worden waardoor ze als voetsteunen dienst gingen doen. 
Dit systeem is later nog veelvuldig op Nederlandse bromfietsen toegepast. In Nederland moesten bromfietsen lange tijd voldoen aan de eis dat ermee gefietst kon worden. Door de naast elkaar in de laagste stand hangende trappers kon men toch een enigszins sportieve zithouding verkrijgen. Het systeem maakte bromfietsen in Nederland wel duurder. De verplichting gold in geen enkel ander land. Daardoor zagen sommige bromfietsfabrikant ook af van export naar Nederland.